# Poel
Poel egy község és egy Balti-tengeri sziget Észak-Németországban.  A sziget a Wismari-öbölben fekszik. A székhelye Kirchdorf. Egy gát híddal összekötik a sziget a száraz földdel.

## Települései
| - Brandenhusen - Einhusen - Fährdorf - Gollwitz - Hinter Wangern - Kaltenhof - Kirchdorf - Malchow - Neuhof | - Am Schwarzen Busch - Seedorf - Niendorf - Oertzenhof - Timmendorf - Vorwerk - Wangern - Weitendorf - Weitendorf-Hof |

## Törtelem

### 12. Századtól a harmincéves háborúig
Poel adományozásáról legkorábban a Fahrdorf, egy Hartwig nevű brémai érsek által dokumentált okirat tesz említést. Ezt az adomány megerősítette 1173 Barbarossa császár is.
1210. a tized fele a lübecki városi, másik fele a mecklenburgi hercegi kincstárat illette.
1210. körül  német telepesek érkeznek Poel-re és alapították a templomot, amelynek építését 1350. körül fejezték be.
1318-ban Mecklenburg hercege eladta a szigetet egy nemes családnak.
1614. és 1618. között építették a poeli erődet.

### Harmincéves háborúés svéd idő
1620.ban II. Gusztáv Adolf svéd király alálkozott II. Johann Albrecht mecklenburgi herceggel a kastélyban.
1627-ben A sziget Dánia része lett.
1628. és 1631. között Wallenstein itt uralkodott, majd 1635. és 1338. között a svédek.
1848-ban a vesztfáliai béke következtében ismét a svédek fennhatósága alá tartozott Wismarral együtt.
1703-ban a kastély temploma elpusztult.

### 19. Századtól mai napáig
I. Frigyes Ferenc mecklenburg–schwerini nagyherceg 1803-ban Wismar-t, Neukloster-t és a szigetet 1 250 000 királyi dinárért (Riksdaler) megvette Svédországtól, de megtartotta a visszavásárlás jogát 100 év elteltével.
1903-ban Svédország véglegesen lemondott a szigetről.
1927. óta létezik a híd a sziget és a szárazföld között.

## Lakosság
forrás:

## Turistalátványosságok

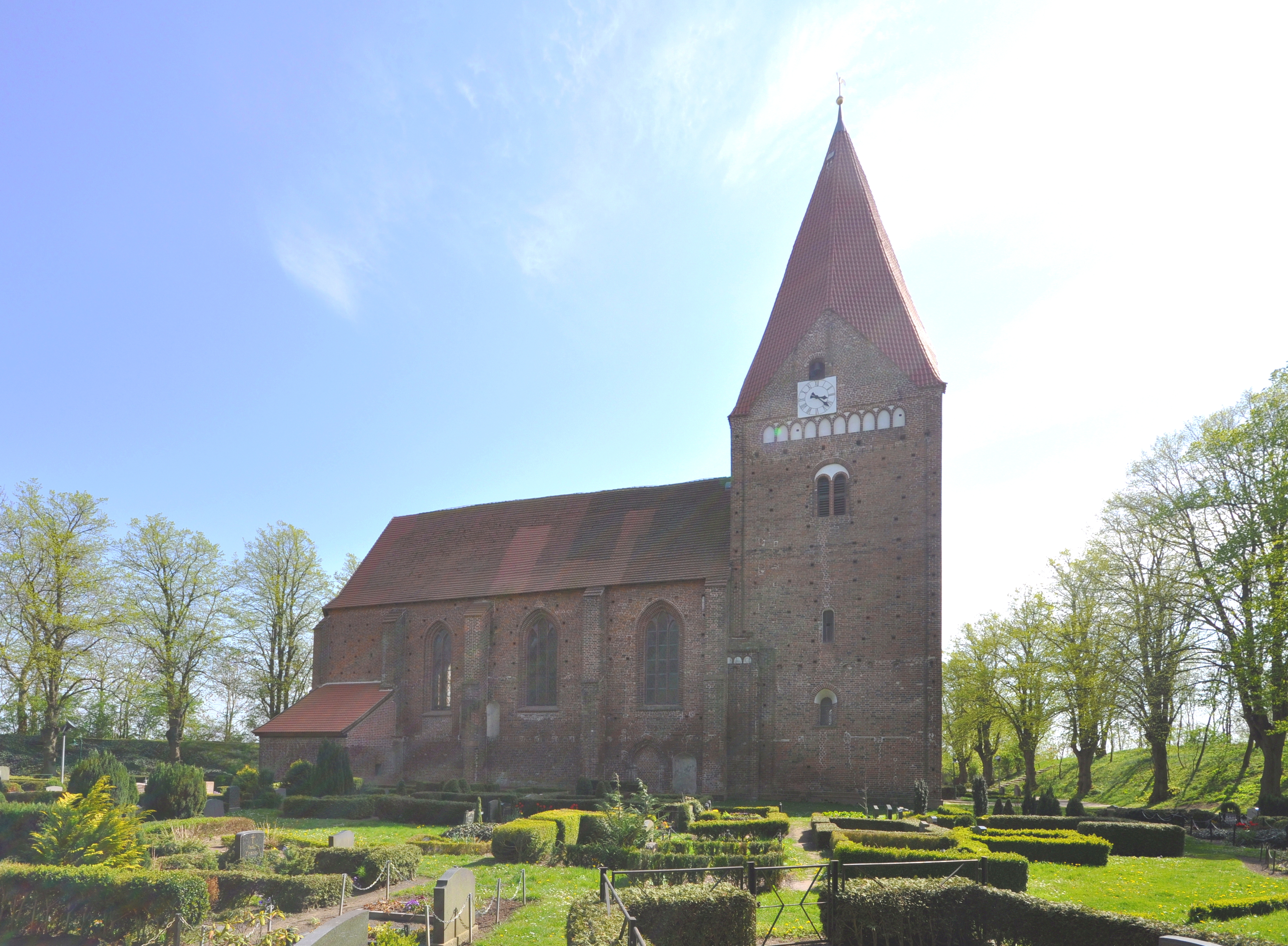
kirchdorfi templom

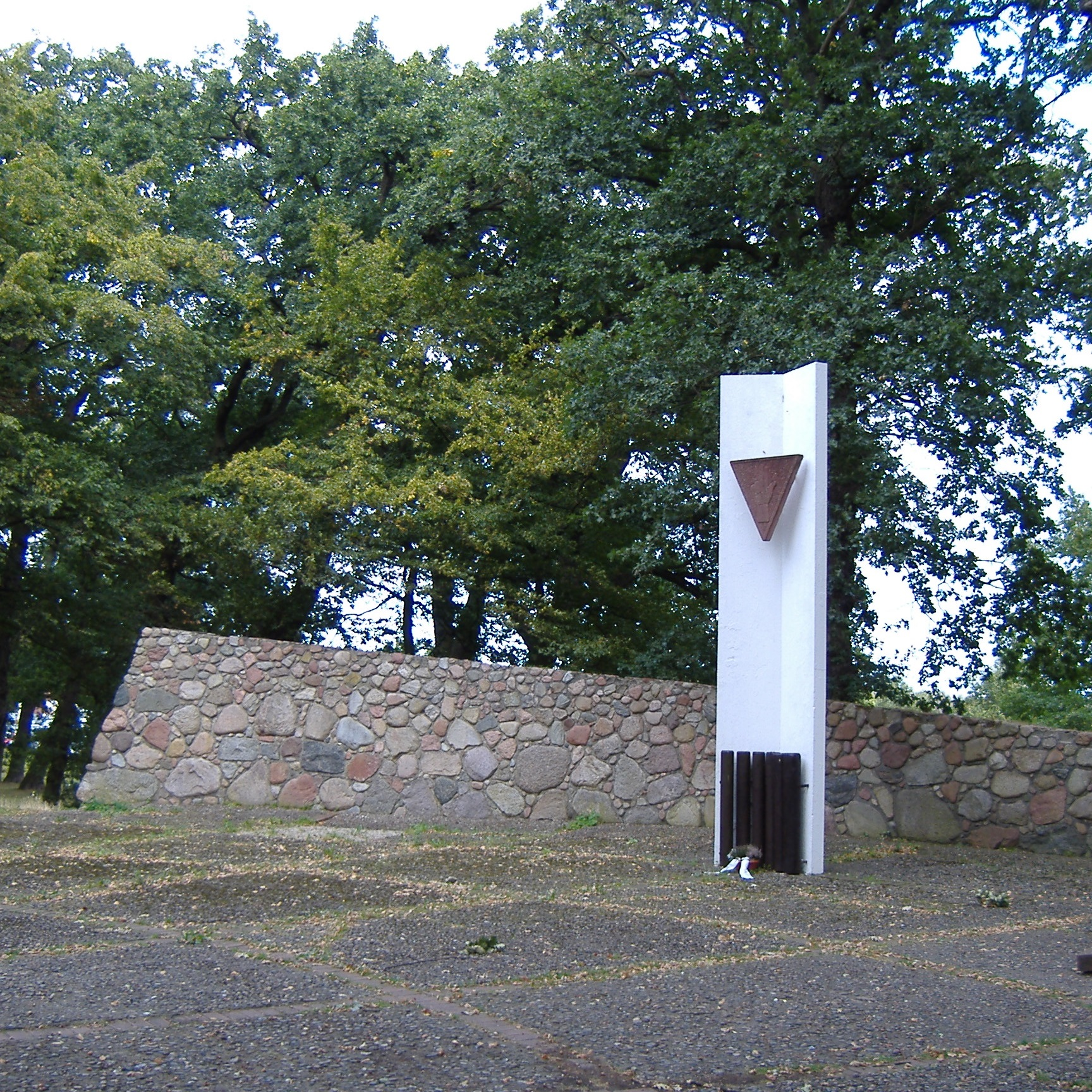
emlékhely a Cap Arcona halottainak Schwarzer Buschnal

- Kirchdorfban található egy kis múzeum. Az kiállítás egy része a Cap Arcona történetét mutatja be.

- A templomot 1210. és 1350. között építették négy vagy öt szakaszban. A román stílusú torony valószínűleg a legrégebbi rész. Az évszázadok folyamán több funkciós betöltött, úgymint Istentisztelet helyszíne, menedékhely, raktár. Megtekinthető a harangtorony is, amelynek magassága 47 méter. A templomi orgona 1704-ben érkezettNeukloster-ból.

- A „Cap Arcona“ emlékműve: 1945-ben a Cap Arcona 28 fővel a fedélzetén elsüllyedt a poeli partoknál.

- Világítótornyok Timmendorfban és Gollwitzban.

- Tengerparti strandok 

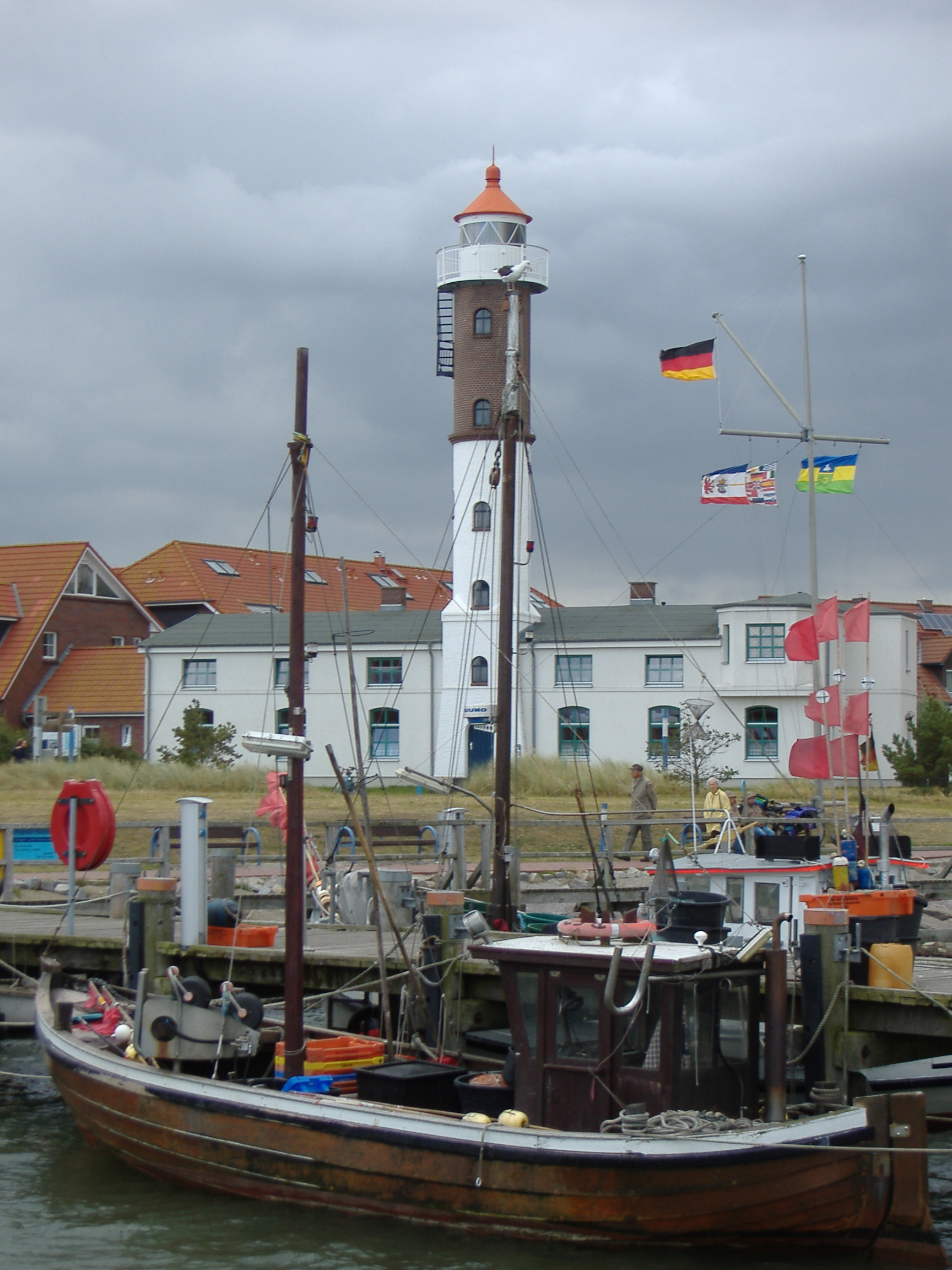
A timmendorfi világítótorony 2009

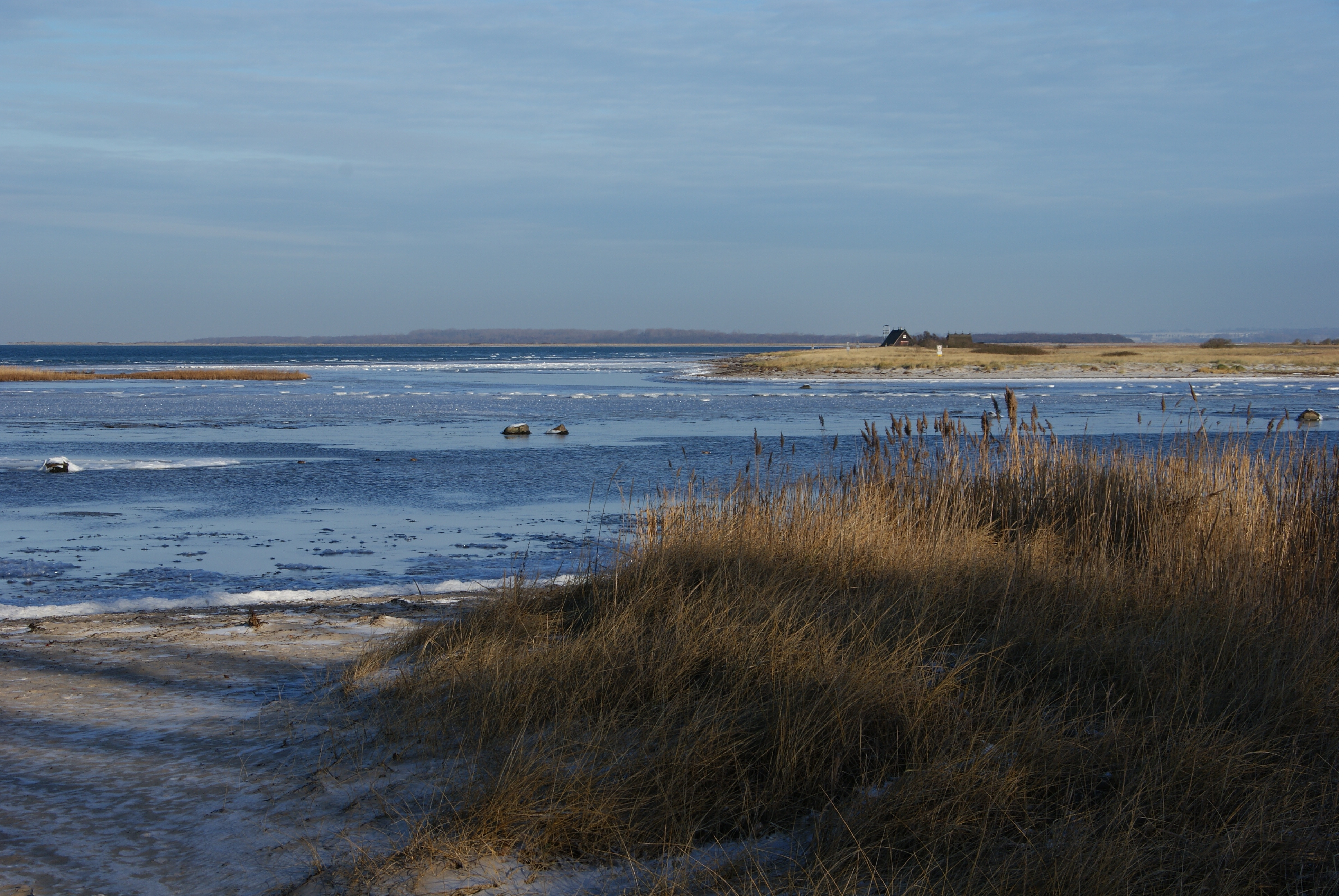
gollwitzi tengerpart télen

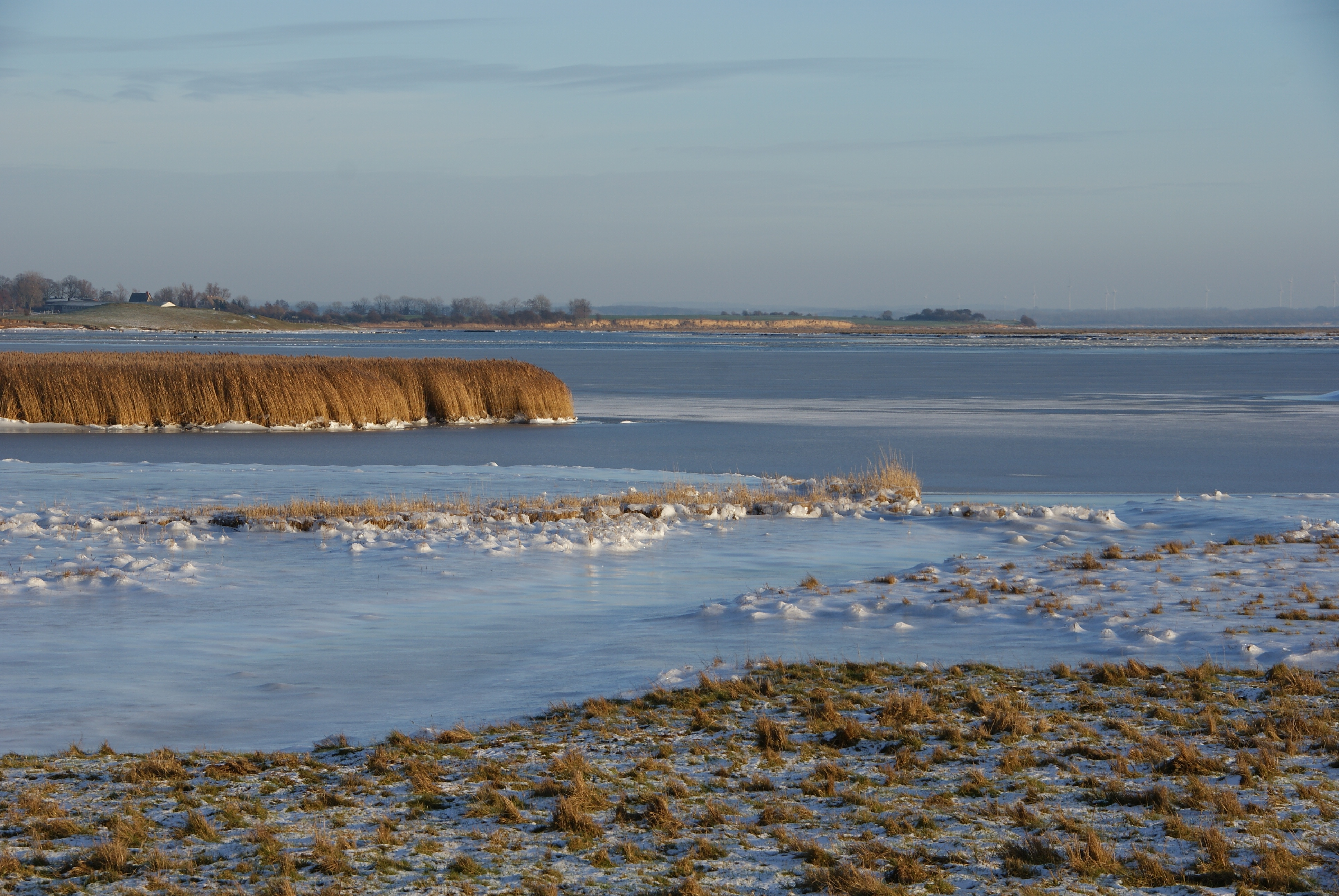
oböl Brandenhusennal

  - parkolóval rendelkező: Timmendorf,  Schwarzen Busch es Gollwitz.
  - kerekpárral elértő: Neuhof és Seedorf
  - nudista strand (FKK-Strand): Wangern

## Mezőgazdaság

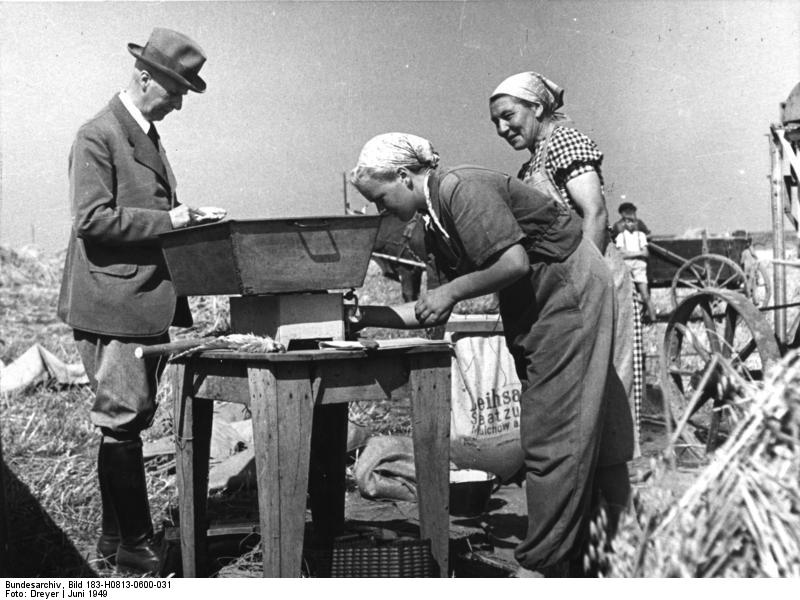
Prof. Hans Lembke vizsgál vetőmagokat

## Közlekedés

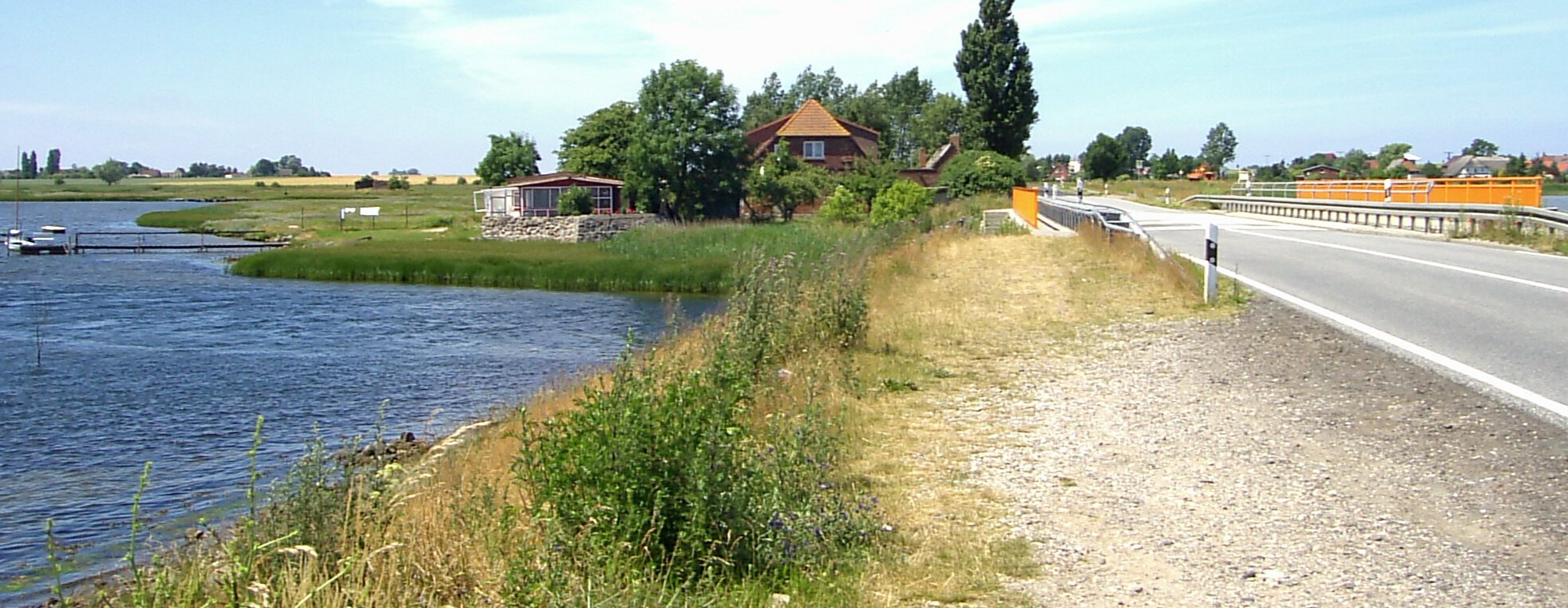
A gát Groß Strömkendorf és Poel között

A szigetet egy gáthíd köti össze a szárazfölddel, amelyen buszjárat is közlekedik. A busz megállói a következők: Fährdorf, Malchow, Gollwitz, Kirchdorf, Weitendorf, Wangen és Timmendorf, nyáron Schwarzer Busch is.
A három poeli kikötő: Kirchdorf, Niendorf és Timmendorf-Strand.

## Testvérvárosai
- Svédország Hammarö, 2003